# Soledad Gallego-Díaz
Soledad Gallego-Díaz (Madrid, 1951) és una periodista espanyola, directora d'El País de juny de 2018 a juny de 2020, quan va ser substituïda per Javier Moreno Barber.

## Biografia
El seu pare és procedent de Jaén i la seva mare, de Cuba. Va estudiar periodisme a Madrid. El 1970 començà treballant a l'agencia Pyresa (de Prensa del Movimento), però la van despatxar per participar en una vaga "en defensa de la professió". Col·laborà a Cuadernos para el Diálogo i des de la seva fundació al diari El País, del qual ha estat corresponsal a Brussel·les (1979), Londres, París i Nova York, defensora del lector, subdirectora (1986) amb Juan Luis Cebrián i encarregada d'afers europeus. Ha estat fent una columna de crònica política els diumenges, i actualment és corresponsal a Buenos Aires. Va formar part del grup promotor del setmanari Ahora, encara que va desvincular-s'hi abans de l'estiu de 2015.
Vicepresidenta de la secció espanyola de Reporters Sense Fronteres, el 2007 va rebre el Premi de Periodisme Francisco Cerecedo i el Premi Salvador de Madariaga, mentre que el 2009 va ser premiada amb el Cirilo Rodríguez i el 2011 amb el Rodríguez Santamaría de l'Associació de la Premsa de Madrid. El 2011 el Ministeri de Sanitat, Política Social i Igualtat li va concedir la medalla a la Promoció dels Valors d'Igualtat. L'any 2016 l'Associació de Dones Periodistes de Catalunya li va atorgar el Premi Margarita Rivière al rigor periodístic amb visió de gènere.
El 2018 esdevingué nova directora del diari El País.